# Władysław Chmieliński
Władysław Chmieliński (ur. 1911 w Warszawie, zm. 1979 tamże) – polski malarz.
Od 1926 przez pięć lat studiował w Miejskiej Szkole Sztuk Zdobniczych i Malarstwa, po jej ukończeniu tworzył malarstwo sztalugowe stosując technikę olejną i akwarelę. Od 1935 przez trzy lata tworzył cykl akwarel przedstawiających najbardziej wartościową polską architekturę, odbył w tym celu podróże m.in. do Sandomierza i Kazimierza Dolnego. Stworzył również cykl akwareli przedstawiających wnętrza Pałacu w Wilanowie i warszawskiego Zamku Królewskiego. W 1936 zaczął używać pseudonimu Władysław Stachowicz, ale po trzech latach zrezygnował i powrócił do sygnowania obrazów swoim prawdziwym nazwiskiem. Po 1945 tworzył praktycznie tylko malarstwo olejne, od 1958 do 1962 malował widoki Warszawy. W 1962 w twórczości Władysława Chmielińskiego pojawiły się sceny konne na tle krajobrazu, w latach 1967–1969 przebywał w Danii, po 1969 powrócił do uwieczniania wizerunków stolicy. 